# Enrico Peruffo
Enrico Peruffo, né le 1er août 1985 à Moncalieri dans le Piémont, est un coureur cycliste italien. Son demi-frère Daniele Ratto est également coureur cycliste.

## Palmarès sur route

### Par année
- 2003
  -  Champion d'Italie sur route juniors
  - Tre Giorni Orobica
  - 2e étape du Giro della Lunigiana
- 2006
  - 2e de la Coppa d'Inverno
  - 3e du Trofeo Alta Valle del Tevere
  - 3e de l'Astico-Brenta
- 2007
  - 2e du Mémorial Davide Fardelli
  - 3e du Gran Premio Montanino
  - 3e de l'Astico-Brenta
- 2008
  - 2e du Trophée Giacomo Larghi
- 2009
  -  Médaillé d'or de la course en ligne des Jeux méditerranéens
  - Trofeo Edilizia Mogetta
  - Parme-La Spezia
  - 6e étape du Girobio
  - 3e de Milan-Tortone
- 2010
  - 3e de la Neuseen Classics - Rund um die Braunkohle

### Classements mondiaux
| Année           | 2006 | 2007 | 2008 | 2009 | 2010 |
| --------------- | ---- | ---- | ---- | ---- | ---- |
| UCI Europe Tour | 959e | 302e | nc   | 354e | 261e |

## Palmarès sur piste

### Championnats du monde
- Palma de Majorque 2007
  - 13e de l'omnium

### Championnats d'Italie
- 2006
  -  Champion d'Italie de poursuite par équipes (avec Giampaolo Biolo, Alessandro Cantone et Daniel Oss)
  - 3e du kilomètre
  - 3e de la poursuite individuelle
- 2007
  - 2e de la poursuite par équipes